# シロツメクサ (THE HOOPERSの曲)
「シロツメクサ」は、THE HOOPERSの6枚目のシングル。2017年2月22日にユニバーサルシグマから発売された。

## 内容
- 初回限定ドキドキ盤 (CD+DVD)、初回限キュンキュン盤 (2CD)、通常盤（CD Bonus Track付）の計3種発売。
- 楽曲は千本桜の黒うさPが手掛けた。
- 泉貴、佑妃にとってのラストシングル。

## 収録曲
全編曲：KUME.

### 全種共通
1. シロツメクサ
  - 作詞・作曲：黒うさP
2. Your Color
  - 作詞：SHIKATA、作曲：SHIKATA・KAY
3. シロツメクサ (Instrumental)
4. Your color (Instrumental)

### 初回限定ドキドキ盤
DVD
1. シロツメクサ（Music Video）
2. シロツメクサ（Music Video Making）

### 初回限定キュンキュン盤
キュン キュンディスク 〜浪漫シチュエーション〜(CD)
1. 未来 〜華族の長男と村娘・編〜
2. 星波 〜名家の子息と貧しい少女・編〜
3. 佑妃 〜どS執事とわがままお嬢様・編〜
4. 泉貴 〜医学生と幼なじみ・編〜
5. つばさ 〜貧乏学生とお嬢様と…・編〜
6. 陽稀　〜軍人さんとイマドキ女子・編〜
7. 麻琴 〜坊ちゃんとメイド・編〜
8. 千知 〜ツンデレな書生とお嬢様・編〜

### 通常盤
1. 千本桜 (Bonus Track)
  - 作詞・作曲：黒うさP